# Merkely Béla
Merkely Béla Péter (Budapest, 1966. június 28. –) Széchenyi-díjas magyar orvos, intervenciós kardiológus, sportorvos szakorvos, egyetemi tanár, a Semmelweis Egyetem Városmajori Szív- és Érgyógyászati Klinikájának igazgatója, a klinika Kardiológiai Tanszékének tanszékvezetője, a Semmelweis Egyetem rektora (2018–), a Magyar Tudományos Akadémia doktora.

## Tanulmányai
Az Ady Endre Általános Iskolába járt, majd a XII. kerületi Táncsics Mihály Gimnáziumban érettségizett. A Semmelweis Orvostudományi Egyetem Általános Orvostudományi Karán 1991-ben summa cum laude minősítéssel szerzett orvosi diplomát. (A diploma megszerzése után a németországi heidelbergi Ruprecht-Karls Egyetemen folytatta tanulmányait DAAD-ösztöndíjasként, a Heidelbergi Egyetemen kétszer egy évet töltött el.) Pályafutásának meghatározó személyisége volt dr. Szabó Zoltán (az első hazai szívtranszplantáció elvégzője), illetve dr. Juhász-Nagy Sándor (keringéskutató).

## Munkássága
Az orvosi diploma 1991-es megszerzése óta a Semmelweis Egyetem Városmajori Szív- és Érgyógyászati Klinikán dolgozik. 1991-től TDK témavezető, majd 2000-től PhD-alprogram- és -témavezető volt, 2004-től kardiológus rezidensek mentora. 2007-től a Kardiológiai Központ – Kardiológiai Tanszék vezetője (ma: Kardiológiai Tanszék), 2008-tól egyetem tanár. 2009-től tíz évig a Tudományos Diákköri Tanács elnöke volt. 2010-től a Magyar Rektori Konferencia Tehetséggondozási Bizottságának elnöke, 2021-től a Magyar Rektori Konferencia társelnöke. 2012. július 1-től a Városmajori Szív- és Érgyógyászati Klinika igazgatója. 2015-től 2018-ig a Semmelweis Egyetem Klinikai Központjának elnöke, klinikai rektorhelyettes. 2016-tól 2021-ig, majd 2023-tól ismét az Egészségügyi Szakmai Kollégium Kardiológiai Tagozat elnöke. 2018-tól a Semmelweis Egyetem rektora, 2019-től 2023-ig a Semmelweis Egyetem Általános Orvostudományi Kar Sportorvostan Tanszékének vezetője, 2022-től az Általános Orvostudományi Kar Repülő-és Űrorvostani Tanszékének tanszékvezetője. 2020 márciusa, az új koronavírus hazai megjelenésétől a COVID-19 elleni küzdelem kiemelt szereplője volt: ő vezette a négy orvosképző egyetem Klinikai Járványelemző Munkacsoportját, valamint a Semmelweis Egyetem Járványügyi Bizottságát 
Tagja szinte minden jelentős hazai és nemzetközi kardiológiai, aritmia- és pacemaker-, intervenciós kardiológiai és keringéskutatással foglalkozó tudományos társaságnak, így egyebek mellett 2001-től az Európai Kardiológiai Társaság (ESC) tagja, és több mint 20 éve tölt be tisztséget az ESC különböző testületeiben és egyesületeiben (tanácsosi, alelnöki tisztségek). 2011-től az American College of Cardiology (ACC) tagja. 2022-től az Academia Europaea tagja. A világ élmezőnyébe helyezte a hazai felnőtt szívtranszplantációt, a hazai műszívprogram elindítója. Jelenleg a strukturális intervenciók, billentyűbeültetések, minimál invazív beültetések vannak figyelme fókuszában.
Dr. Merkely Béla a Magyar Kardiológusok Társaságának tiszteletbeli elnöke, a Magyar Szívritmus Társaság tiszteletbeli elnöke és korábbi elnöke és a Magyar Perkután Katéteres Intervenciós Szövetség korábbi elnöke. 2017-től a FINA Sports Medicine Committee tagja.
2021-ben jelent meg az életpályáját bemutató könyv Gyógyítás szívvel-lélekkel címmel a Lexica Kiadó gondozásában.

## Kutatásai és tudományos munkái
Fő kutatási területei a szívelégtelenség nem gyógyszeres kezelése; új technikák az intervenciós kardiológiában; invazív és nem invazív képalkotási vizsgálatok szívelégtelenségben; szívritmuszavarok és akut koszorúér-szindrómák; sportkardiológia, élsportolók kardiológiai fejlesztése.
1994 óta közel harminc kutatási ösztöndíjjal támogatott kutatás vezetője. Publikációi rangos hazai és nemzetközi tudományos folyóiratokban jelennek meg. Az Orvosképzés című magyar folyóirat főszerkesztője, az Interventional Medicine & Applied Science főszerkesztő-helyettese, valamint számos hazai és nemzetközi folyóirat szerkesztőbizottságának tagja, beleértve a Cor et Vasa, a Journal of Cardiovascular Emergencies, az Advances in Interventional Cardiology, a Clinical Research in Cardiology, a World Journal of Cardiology, a Frontiers in Cardiovascular Medicine és a Cardiovascular Medicine folyóiratokat is.
Öt könyv, 71 könyvfejezet szerzője, 36 hazai tankönyvfejezet-részlet szerzője, csaknem 1300 cikket jegyez nemzetközi és magyar orvosi folyóiratokban. Kumulatív impakt faktora 6700 felett van, független idézeteinek száma közel 82 ezer (2024. márciusi adatok). 
Rendszeres előadója hazai és olyan nemzetközi tudományos konferenciáknak, mint az American Heart Association, a World Heart Federation és az American College of Cardiology által szervezett World Congress of Cardiology, a EUROPACE-Cardiostim vagy a EUROPCR. Aktívan részt vesz nemzetközi kutatási projektekben a világ számos országában található egyetemekkel együttműködve.

## Tudományos fokozatok
- 2006 óta az MTA doktora (DSc), disszertációjának címe:  „A tachyarrhythmiák patomechanizmusai és új elektrofiziológiai, nem gyógyszeres kezelési stratégiák”
- 2006 habilitáció: Semmelweis Egyetem (Kardiológia)
- 1999 PhD-fokozat: „A kamrai aritmiák kísérleti és klinikai vizsgálatai”

## Szakmai képzés
- 1991 Általános orvosi diploma (summa cum laude), SOTE, Budapest
- 1996 Belgyógyászati szakvizsga (1711/1996)
- 1998 Kardiológiai szakvizsga (2533/1998)
- 2005 Lipidológus képesítés
- 2007 Transthoracalis echocardiographias licensz (honoris causa-2 szint)
- 2007 EHRA Cardiac Pacing and ICD Accreditation-Device Therapy
- 2007 Aritmológus licensz – Invazív elektrofiziológia
- 2007 Aritmológus licensz – Eszközös terápia (PM, ICD, CRT)
- 2009 Intervencionális kardiológus licensz – Expert szint
- 2009 okleveles egészségügyi szakmenedzser diploma (22/2009)
- 2013 Obezitológus képesítés
- 2014 Egészségügyi szakmenedzser MSc-diploma
- 2015 GCP training
- 2015 Klinikai farmakológia szakvizsga (150/2015)
- 2017 Sportorvostan szakvizsga (164/2017)
- 2017 Felnőtt transthoracalis echocardiographia licensz (49/2017)
- 2017 Felnőtt transoesophagealis echocardiographia licensz (1178/2017)
- 2018 GCP training
- 2022 GCP training

## Főbb művei
- Károlyi László–Merkely Béla–Johannes Brachmann: Implantálható cardioverter-defibrillátor; Springer Hungarica, Bp., 1996
- Ritmuszavarok; szerk. Polgár Péter, Tenczer József, Merkely Béla; Ritmusos Szívért Alapítvány, Debrecen, 1998
- Pacemaker és implantálható cardioverter defibrillátor terápia. Klinikai bizonyítékok; Medicina, Bp., 2007 (Evidence-based)
- Merkely Béla–Róka Attila: Ritmuszavar és szívelégtelenség kezelése beültethető eszközökkel; Egis Nyrt., Bp., 2009 (Kardiológia a XXI. században)
- Szív- és érgyógyászat, 1-2.; szerk. Merkely Béla, Becker Dávid; Semmelweis, Bp., 2020

## Családja és hobbija
Édesapja testnevelőtanár. Hat fiútestvére közül hárman testnevelőtanárként dolgoznak. Három gyermeke van: Gergő (1990), Petra (1992) (ők szintén az orvosi pályát választották) és Márton (2011). Szabadidejében szívesen vízilabdázik, korábban úszott.

## Fontosabb díjai, kitüntetései
- Táncsics Mihály Érdemérem Arany Fokozat (1985)
- 3rd Alpe-Adria Cardiology Meeting – 2. díj (1995)
- International Union of Angiology European Chapter´s Congress – Fizilógiai díj (1996)
- Adorján Ferenc Alapítványi Díj (1997)
- 10th World Congress of Electrophysiology, International Virchow Award 1. díj (1999)
- Ifjúsági Gábor György-díj (2000)
- Magyar Tudományos Akadémia Bolyai Kutatási Ösztöndíja (2000-2003)
- Semmelweis Egyetem Kiváló Tudományos Diákköri Nevelő kitüntetése (2002)
- Magyar Kardiológusok Társasága Pro Societate Emlékérme (2004)
- Rudolf-Thauer-Posterpreis 3. díj: Deutsche Gesellschaft für Kardiologie Kongresszusa (2004)
- a Magyar Tudományos Akadémia Bolyai-plakettje (2004)
- Pro Societate Emlékérem a Magyar Kardiológusok Társasága 2001-2004-es Tanácsadó Testület tagjaként végzett kiemelkedő munkájáért (2004)
- Pro Civitate Sana – Az egészséges városért díj (2006)
- Semmelweis Egyetem Tudományos Diákköri Tanácsa elismerő oklevele (2007)
- Mestertanár Aranyérem – az Országos Tudományos Diákköri Tanács kitüntetése (2007)
- Pro Societate Emlékérem a Magyar Kardiológusok Társasága 2004–2007-es Tanácsadó Testület tagjaként végzett kiemelkedő munkájáért (2007)
- Jendrassik Ernő-emlékérem és -jutalomdíj (2008)
- Akadémiai Nívódíj (2009)
- Pro Societate Emlékérem a Magyar Kardiológusok Társasága 2007-2010-es Elnökség és Tanácsadó Testület tagjaként végzett kiemelkedő munkájáért (2010)
- Magyar Labdarúgó Szövetség Orvosi Bizottságának a tagja (2010)
- A Magyar Köztársasági Érdemrend tisztikeresztje (2011)
- a Semmelweis Egyetem általa vezetett Kardiológiai Központja megkapja a FIFA „Medical Centre of Excellence” kitüntető címet (2011)
- „Orvosi Hetilap Markusovszky Lajos-díj” (2011)
- XXX. Jubileumi OTDK Emlékérem (2011)
- Elite Reviewer a Europace c. nemzetközi folyóiratnál (2012)
- Pro Societate Emlékérem a Magyar Kardiológusok Társasága 2010-2013-as Elnökség és Tanácsadó Testület tagjaként végzett kiemelkedő munkájáért (2013)
- Budapest díszpolgára – a kardiológia területén végzett kiváló tudományos, oktatói munkájáért, valamint példaértékű humanitárius tevékenységéért (Budapest Főváros önkormányzat), (2013)
- Becsület érdemérem a tudományos tevékenységeiért, a tudományos munka támogatásáért és előmozdításáért – Oroszországi Népek Barátsága Egyetem, Moszkva (2013)
- Career Achievement Award (Jagellonian Egyetem, Krakkó), (2013)
- a Semmelweis Egyetem általa vezetett Városmajori Szív-és Érgyógyászati Klinika Kardiológiai Intenzív Osztály szakdolgozói, mint kiemelt ellátó egység megkapja a „Miniszter Elismerő Oklevelét” (2014)
- Magyar Kardiológusok Társasága aranyérme az MKT elnökeként végzett tevékenységéért (2014)
- Astellas Elismerő Oklevél a kiváló szakmai tudásért és nagyszerű emberi hozzáállásért (az Astellas – Díj az Év orvosa Pályázat keretein belül), (2014)
- a Semmelweis Egyetem általa vezetett Városmajori Szív-és Érgyógyászati Klinikája megkapja a „Kiváló Kardiológiai Centrum Díj”-at (Medicina Top200),(2014)
- Gábor Dénes-díj (2015)
- A Magyar Érdemrend középkeresztje (2016)
- a Voronezh N. N. Burdenko State Medical University díszdoktora (2016)
- Northern Jiangsu People’s Hospital tiszteletbeli elnöke és professzora (2017)
- Peking Union Medical College Hospital tiszteletbeli professzora (2017)
- a Peoples’ Friendship University of Russia díszdoktora (2017)
- a Magyar Kardiológusok Társaságának tiszteletbeli elnöke (2017)
- Szebb Jövőért Díj a hátrányos helyzetű családok megsegítésében nyújtott kimagasló tevékenységéért (2017)
- Kossuth Zsuzsa Emlékérem (2017)
- Arany Kitűző kitüntetés (Országos Tudományos Diákköri Tanács Elnöksége) a felsőoktatási tehetséggondozás érdekében, a TDK támogatásának szolgálatában kifejtett odaadó és eredményes tevékenységének elismeréseként (2017)
- A Kardiológiai és Belgyógyászati Kutatóintézet, Almaty, Kazahsztán  tiszteletbeli professzora (a Kazah Egészségügyi Minisztérium és a Kardiológiai és Belgyógyászati Kutatóintézet, Almaty kitüntetése), (2018)
- Kitüntetés az alapkutatásban és a klinikai mérföldkő vizsgálatokban elért több évtizedes úttörő munkájának elismeréseképp (I. sz. Kardiológiai és Angiológiai Klinika, University Heart Center Freiburg), (2018)
- a Horváth Kardiológusok Társaságának tiszteletbeli tagja (2018)
- a Román Kardiológusok Társaságának tiszteletbeli tagja (2018)
- ESC Ezüst Medál (2018)
- Elismerő oklevél a Semmelweis Egyetem Városmajori Szív-és Érgyógyászati Klinika Szívtranszplantációs Munkacsoportja részére kiemelkedő szakmai tevékenysége elismeréseként (2019)
- a Szerb Kardiológusok Társaságának tiszteletbeli tagja (2019)
- a „Vasil Goldis” Western University of Arad díszdoktora (2019)
- az Év embere (Figyelő) – A koronavírus elleni védekezés során végzett meghatározó szakmai munkája és a lakosság tájékoztatásában játszott kulcsszerepe elismeréseként (2020)
- Széchenyi-díj (2021)
- Lions Fair Play díj a Magyarországon végzett több évtizedes jószolgálati tevékenységéért (2021)
- a Nagyszombati Egyetem díszdoktora (2022)[5]
- Jászvásári Grigore T. Popa Orvos-és Gyógyszerésztudományi Egyetem díszdoktora (2022)
- Szerb Kardiológusok Társaságának aranyérme (2023)
- Magyar Kardiológusok Társasága, Zárday Imre-emlékérem (2023)
- II. kerület díszpolgára (2024)[6]

## Nyelvismeret
- Angol (középfokú állami nyelvvizsga, C típusú)
- Német (felsőfokú állami nyelvvizsga, A típusú)